# 東家楽浦
東家 楽浦（あずまや らくうら、1898年（明治31年）2月22日 - 1978年（昭和53年）4月4日）は東京都生まれの浪曲師。本名は野口 金蔵。10年以上途絶えていた浪曲の寄席定席を木馬亭で復活させた貢献者。

## 来歴
東京市日本橋区生まれ。1919年（大正8年）、二代目東家楽遊門下の東家小楽遊に入門。1923年（大正12年）に真打。
情感たっぷりの節回しと、タンカのうまさで（劇場を満杯にするような大看板ではないが）「寄席打ちの名人」の名をほしいままにする。正岡容によれば「東家一門においては東家楽鴈以来の」芸達者で「諧謔」味や「憂愁」味の節回しを自在にこなし、長谷川伸が『芸がうま過ぎるのが処世では却って不利みたいな』と評したという。
得意演目に「紋三郎の秀」「大盃」など。野口甫堂の名で台本も書き、代表作に「野狐三次」「夕立勘五郎」「徳川天一坊」などがある。1970年（昭和45年）に空き小屋になった浅草・木馬館の1階部分を浪曲の寄席にすることを小屋主である根岸興行部の四代目、根岸浜吉に提案し、5月に「木馬浪曲会」として定席開催にこぎつける。弟子に長男の東家浦若。